# Paral·lel 41° nord
El paral·lel 41° nord és una línia de latitud que es troba a 41 graus nord de la línia equatorial terrestre. Travessa Europa, la Mediterrània Àsia, l'Oceà Pacífic, Amèrica del Nord l'oceà Atlàntic.

## Geografia
En el sistema geodèsic WGS84, al nivell de 41° de latitud nord, un grau de longitud equival a 84,135 km; la longitud total del paral·lel és de 30.289 km, que és aproximadament 76,0% de la de l'equador, del que es troba a 4.541 km i a 5.451 km del pol Nord

## Durada del dia
En aquesta latitud, el sol és visible durant 15 hores i 8 minuts a l'estiu, i 9 hores i 13 minuts en solstici d'hivern.

## Arreu del món
Començant al meridià de Greenwich i dirigint-se cap a l'est, el paral·lel 41º passa per:
| Coordenades                               | País, territori o mar        | Notes |
| ----------------------------------------- | ---------------------------- | --- |
| 41° 0′ N, 0° 0′ E / 41.000°N,0.000°E      | Catalunya                    | Barcelona |
| 41° 0′ N, 0° 56′ E / 41.000°N,0.933°E     | Mar Mediterrània             | |
| 41° 0′ N, 8° 13′ E / 41.000°N,8.217°E     | Itàlia                       | Illa d'Asinara |
| 41° 0′ N, 8° 16′ E / 41.000°N,8.267°E     | Mar Mediterrània             | Golf d'Asinara |
| 41° 0′ N, 8° 52′ E / 41.000°N,8.867°E     | Itàlia                       | Illa de Sardenya |
| 41° 0′ N, 9° 39′ E / 41.000°N,9.650°E     | Mar Mediterrània             | Mar Tirrè - passa just al nord de les Poncianes, Itàlia |
| 41° 0′ N, 13° 57′ E / 41.000°N,13.950°E   | Itàlia                       | |
| 41° 0′ N, 17° 12′ E / 41.000°N,17.200°E   | Mar Adriàtic                 | |
| 41° 0′ N, 19° 28′ E / 41.000°N,19.467°E   | Albània                      | La frontera amb Macedònia del Nord és al Llac d'Okhrida |
| 41° 0′ N, 20° 42′ E / 41.000°N,20.700°E   | Macedònia del Nord           | |
| 41° 0′ N, 21° 51′ E / 41.000°N,21.850°E   | Grècia                       | |
| 41° 0′ N, 26° 20′ E / 41.000°N,26.333°E   | Turquia                      | Passa a través del Mar de Màrmara, i a través d'Estanbul |
| 41° 0′ N, 37° 52′ E / 41.000°N,37.867°E   | Mar Negre                    | |
| 41° 0′ N, 38° 47′ E / 41.000°N,38.783°E   | Turquia                      | |
| 41° 0′ N, 39° 46′ E / 41.000°N,39.767°E   | Mar Negre                    | |
| 41° 0′ N, 40° 20′ E / 41.000°N,40.333°E   | Turquia                      | |
| 41° 0′ N, 43° 32′ E / 41.000°N,43.533°E   | Armènia                      | |
| 41° 0′ N, 45° 10′ E / 41.000°N,45.167°E   | Azerbaidjan                  | Barkhudali exclave |
| 41° 0′ N, 45° 13′ E / 41.000°N,45.217°E   | Armènia                      | |
| 41° 0′ N, 45° 24′ E / 41.000°N,45.400°E   | Azerbaidjan                  | |
| 41° 0′ N, 49° 13′ E / 41.000°N,49.217°E   | Mar Caspi                    | |
| 41° 0′ N, 52° 57′ E / 41.000°N,52.950°E   | Turkmenistan                 | |
| 41° 0′ N, 61° 58′ E / 41.000°N,61.967°E   | Uzbekistan                   | |
| 41° 0′ N, 68° 4′ E / 41.000°N,68.067°E    | Kazakhstan                   | |
| 41° 0′ N, 68° 31′ E / 41.000°N,68.517°E   | Uzbekistan                   | Per uns 7 km |
| 41° 0′ N, 68° 36′ E / 41.000°N,68.600°E   | Kazakhstan                   | Per uns 12 km |
| 41° 0′ N, 68° 45′ E / 41.000°N,68.750°E   | Uzbekistan                   | |
| 41° 0′ N, 70° 24′ E / 41.000°N,70.400°E   | Tadjikistan                  | Per uns 10 km |
| 41° 0′ N, 70° 31′ E / 41.000°N,70.517°E   | Uzbekistan                   | |
| 41° 0′ N, 72° 30′ E / 41.000°N,72.500°E   | Kirguizstan                  | |
| 41° 0′ N, 76° 50′ E / 41.000°N,76.833°E   | República Popular de la Xina | Xinjiang |
| 41° 0′ N, 77° 30′ E / 41.000°N,77.500°E   | Kirguizstan                  | Per uns 7 km |
| 41° 0′ N, 77° 35′ E / 41.000°N,77.583°E   | República Popular de la Xina | Xinjiang Gansu Mongòlia Interior — passa uns20 km (12 mi) al nord de Hohhot Hebei Beijing - Per uns 7 km Hebei Liaoning Jilin |
| 41° 0′ N, 126° 5′ E / 41.000°N,126.083°E  | Corea del Nord               | Chagang Ryanggang Passa a través de l'altiplà de Kaema Hamgyong del Sud - Heocheon, Dancheon Hamgyong del Nord |
| 41° 0′ N, 129° 43′ E / 41.000°N,129.717°E | Mar del Japó                 | |
| 41° 0′ N, 140° 19′ E / 41.000°N,140.317°E | Japó                         | Illa de Honshū — prefectura d'Aomori |
| 41° 0′ N, 141° 23′ E / 41.000°N,141.383°E | Oceà Pacífic                 | |
| 41° 0′ N, 124° 7′ O / 41.000°N,124.117°O  | Estats Units                 | Califòrnia Nevada Utah Frontera Wyoming / Utah Frontera Wyoming / Colorado Frontera Nebraska / Colorado Nebraska Iowa Illinois Indiana Frontera meridional d'Ohio - Connecticut Western Reserve Pennsilvània Nova Jersey Nova York Connecticut. |
| 41° 0′ N, 73° 39′ O / 41.000°N,73.650°O   | Long Island Sound            | |
| 41° 0′ N, 72° 35′ O / 41.000°N,72.583°O   | Estats Units                 | Nova York - Long Island |
| 41° 0′ N, 72° 0′ O / 41.000°N,72.000°O    | Oceà Atlàntic                | |
| 41° 0′ N, 8° 39′ O / 41.000°N,8.650°O     | Portugal                     | Passa uns 20 km al sud de Porto |
| 41° 0′ N, 6° 54′ O / 41.000°N,6.900°O     | Espanya                      | |

## Estats Units

El paral·lel 41° nord defineix fronteres entre estats dels Estats Units.

Als Estats Units, el paral·lel defineix la frontera més meridional de Wyoming (la frontera Utah i Colorado), i aproximadament part de la frontera entre Nebraska i Colorado.
En 1606 el rei Jaume I d'Anglaterra va crear la Colònia de Virgínia. Va donar a la companyia de Londres el dret a "començar llurs plantacions i habitacions en algun i convenient lloc entre aproximadament quaranta i trenta i un i quaranta graus d'aquesta latitud tota al llarg de la costa de Virgínia i les costes d'Amèrica." [sic] L'assentament de Jamestown es va establir aproximadament al mig d'aquest territori. Els colons pelegrins posteriors s'assentaren originalment a la part nord del territori de Virgínia. En comptes, van desembarcar al nord del paral·lel 41º a Cape Cod, on tenien drets exclusius sobre la terra sota la carta per la colònia de Plymouth.
Segons el que va establir el rei Carles II d'Anglaterra en 1664, el punt en què el paral·lel 41º creua la riu Hudson marca la frontera del nord-est de Nova Jersey amb Nova York. La frontera nord de Nova Jersey continua vers al nord-oest cap al punt més oriental del riu Delaware.
El paral·lel 41 va ser també un de la línia de base principal utilitzada per topografiat una porció de terres a Ohio. Això va marcar el límit sud de la Connecticut Western Reserve i Firelands amb la frontera occidental amb Pennsilvània com el principal meridià. També va servir com a línia de base per a un estudi posterior de la terra al nord d'Ohio del tractat de Greenville línia fins a la línia de Fulton que va ser la frontera original entre Michigan i Ohio sota l'Ordenança del Nord-oest (vegeu guerra de Toledo). La topografia posterior va utilitzar la frontera amb Indiana com a meridià.